# Сухтелинский
Сухтелинский — посёлок в Верхнеуральском районе Челябинской области России. Входит в состав Петропавловского сельского поселения.
Расположен на левом берегу реки Курасан (приток реки Уй), в 57 км к востоку от районного центра города Верхнеуральска, в 90 км к северо-востоку от города Магнитогорска и в 160 км к юго-западу от областного центра горда Челябинска.
По окраине посёлка проходит региональная автодорога 75К-004 Южноуральск — Магнитогорск.

## Население
| 2002 | 2010 |
| ---- | ---- |
| 765  | ↘539 |

Национальный состав (2002): русские — 79 %.

## История
Посёлок основан как казачий форпост в 1831 году под названием Благодарный. Возник на территории Новолинейного района за 10-лет до возведения новой Оренбургской укреплённой линии. Относился к Степному станичному юрту 2-го Верхнеуральского отдела Оренбургского казачьего войска. В 1833 году переименован в честь оренбургского губернатора, графа Павла Петровича Сухтелена.
В 1866 году была построена небольшая деревянная церковь. На рубеже XIX и XX веков в посёлке появился сыроварно-маслобойный завод. В 1916—1917 году на берегу реки была сооружена мельница. В 1920-х годах появилась школа.
Во время Гражданской войны посёлок на протяжении 15 месяцев оказывался под властью разных сторон конфликта.
В конце 1930-х годов более 40 жителей посёлка были репрессированы, многие из них посмертно реабилитированы в 1950-х годах.
Более 100 жителей посёлка погибли на фронте во время Великой Отечественной войны.